# Riryka
리리카(Riryka)는 Angel Note(엔젤노트) 소속의 보컬리스트이다. 2006년 봄까지 '미루쿠쿠루미(みるくくるみ)'라는 이름으로 활동했다.

## 음반

### 싱글
- Bravin' Bad Brew

2007년 1월 24일 발매
1. Bravin' Bad Brew
  - TV 애니메이션「Venus Versus Virus」여는 노래
2. 優美なる孤獨
3. Bravin' Bad Brew (off vocal)
4. 優美なる孤獨 (off vocal)

- Perfect tears

2007년 5월 23일 발매
1. Perfect tears
  - PC 게임「Clear」삽입곡
2. 硝子のLoneliness -Remix-
3. Perfect tears (off vocal)
4. 硝子のLoneliness -Remix- (off vocal)

- Prime Star / 僕らの未來

2008년 6월 27일 발매
1. Prime Star
  - PC 게임「プリマ☆ステラ」여는 노래
2. 僕らの未來
  - PC 게임「プリマ☆ステラ」닫는 노래

### 앨범
- Brilliant sign

2008년 6월 4일 발매
1. Perfect tears
2. Blood Knife
  - PC 게임「アノニマス」여는 노래
3. Bravin' Bad Brew
4. In the Dark
  - PC 게임「The God of Death」여는 노래
5. INNOCENT
  - PC 게임「ジュエルスオーシャン」여는 노래
6. 優美なる孤獨
7. 硝子のLoneliness
  - PC 게임「Clear」여는 노래
8. 夢の終わり
  - PC 게임「The God of Death」닫는 노래
9. あなただけは…
  - PC 게임「アノニマス」닫는 노래
10. オモイノチカラ
  - PC 게임「友達以上戀人未滿」삽입곡
11. Real
  - PC 게임「Horizont」여는 노래
12. Brilliant Days
  - PC 게임「Clear」닫는 노래
13. しずく

## 노래
- Miss You（PC 게임「おしえてRe:メイド」여는 노래）
- 傷跡~상처자국~（PC 게임「魔法天使ミサキ2 ~ 마법천사 미사키2 ~」여는 노래）
- Orange（PC 게임「巫女さんファイター！涼子ちゃん ~ 무녀 Fighter 료코 ~」여는 노래）
- 空にキス ~하늘에게 Kiss~（PC 게임「スクールなびげーしょん ~ School Navigation ~」여는 노래）
- 虹の向こう ~무지개의 저편~（PC 게임「風の継承者 ~ 바람의 계승자 ~」여는노래）
- 花が咲く景色の中で ~꽃이 피는 풍경 안에서~（TV 애니메이션「GIRLSブラボー ~ Girls Bravo ~-second season-」삽입곡）
- ロック・オン・ユー ~ Lock On You ~（PC 게임「でいじーちぇーん ~ 데이지 체인 ~」여는노래）
- DESPERADO／Call On Me（PC 게임「ジュエルスオーシャン ~ Jewels Ocean ~」닫는 노래＆삽입곡）